# Volejbal na Letních olympijských hrách 2024 – turnaj mužů
Volejbalový turnaj mužů na Letních olympijských hrách 2024 se koná od 27. července do 10. srpna 2024. Je 16. mužským volejbalovým turnajem na olympijských hrách. Koná se v Paříži ve Francii.

## Základní skupiny

### Skupina A
Všechny časy jsou místní (UTC+2).
| Tým       | Z | V | P | B | S   | R     | M       | SR    | Výsledek    |
| --------- | - | - | - | - | --- | ----- | ------- | ----- | ----------- |
| Slovinsko | 2 | 2 | 0 | 6 | 6:1 | 6.000 | 170:146 | 1.164 | Čtvrtfinále |
| Francie   | 2 | 2 | 0 | 5 | 6:2 | 3.000 | 184:148 | 1.243 | Čtvrtfinále |
| Srbsko    | 2 | 0 | 2 | 1 | 2:6 | 0.333 | 149:184 | 0.810 |             |
| Kanada    | 2 | 0 | 2 | 0 | 1:6 | 0.167 | 145:170 | 0.853 |             |

| 28. července 2024 17:00 | Francie                            | 3–2 | Srbsko | South Paris Arena, Paříž Diváci: 9 372 Rozhodčí: Juraj Mokrý, Hamid Al-Rousi Report: Report |
| 28. července 2024 17:00 | (23–25, 25–17, 25–17, 21–25, 15–6) |     |        | South Paris Arena, Paříž Diváci: 9 372 Rozhodčí: Juraj Mokrý, Hamid Al-Rousi Report: Report |

| 28. července 2024 21:00 | Slovinsko                    | 3–1 | Kanada | South Paris Arena, Paříž Diváci: 9 381 Rozhodčí: Wojciech Maroszek, Wael Kandil Report: Report |
| 28. července 2024 21:00 | (25–21, 25–20, 20–25, 25–21) |     |        | South Paris Arena, Paříž Diváci: 9 381 Rozhodčí: Wojciech Maroszek, Wael Kandil Report: Report |

| 30. července 2024 17:00 | Slovinsko             | 3–0 | Srbsko | South Paris Arena, Paříž Diváci: 9 138 Rozhodčí: Denny Cespedes, Stefano Cesare Report: Report |
| 30. července 2024 17:00 | (25–21, 25–19, 25–19) |     |        | South Paris Arena, Paříž Diváci: 9 138 Rozhodčí: Denny Cespedes, Stefano Cesare Report: Report |

| 30. července 2024 21:00 | Francie               | 3–0 | Kanada | South Paris Arena, Paříž Diváci: 9 365 Rozhodčí: Ivaylo Ivanov, Epaminondas Gerothodoros Report: Report |
| 30. července 2024 21:00 | (25–20, 25–21, 25–17) |     |        | South Paris Arena, Paříž Diváci: 9 365 Rozhodčí: Ivaylo Ivanov, Epaminondas Gerothodoros Report: Report |

| 2. srpna 2024 17:00 | Francie | 17:00 | Slovinsko | South Paris Arena, Paříž Rozhodčí: Vladimir Simonović, Wojciech Maroszek Report: Report |
| 2. srpna 2024 17:00 |         |       |           | South Paris Arena, Paříž Rozhodčí: Vladimir Simonović, Wojciech Maroszek Report: Report |

| 3. srpna 2024 21:00 | Kanada | 21:00 | Srbsko | South Paris Arena, Paříž Report: Report |
| 3. srpna 2024 21:00 |        |       |        | South Paris Arena, Paříž Report: Report |

### Skupina B
Všechny časy jsou místní (UTC+2).
| Tým      | Z | V | P | B | S   | R     | M       | SR    | Výsledek    |
| -------- | - | - | - | - | --- | ----- | ------- | ----- | ----------- |
| Itálie   | 2 | 2 | 0 | 6 | 6:1 | 6.000 | 170:145 | 1.172 | Čtvrtfinále |
| Polsko   | 2 | 2 | 0 | 5 | 6:2 | 3.000 | 181:157 | 1.153 | Čtvrtfinále |
| Brazílie | 3 | 1 | 2 | 4 | 6:6 | 1.000 | 273:241 | 1.133 |             |
| Egypt    | 3 | 0 | 3 | 0 | 0:9 | 0.000 | 144:225 | 0.640 |             |

| 27. července 2024 13:00 | Itálie                       | 3–1 | Brazílie | South Paris Arena, Paříž Diváci: 9 485 Rozhodčí: Vladimir Simonovic, Scott Dziewirz Report: Report |
| 27. července 2024 13:00 | (25–23, 27–25, 18–25, 25–21) |     |          | South Paris Arena, Paříž Diváci: 9 485 Rozhodčí: Vladimir Simonovic, Scott Dziewirz Report: Report |

| 27. července 2024 17:00 | Polsko                | 3–0 | Egypt | South Paris Arena, Paříž Diváci: 9 408 Rozhodčí: Epaminondas Gerothodoros, Ivaylo Ivanov Report: Report |
| 27. července 2024 17:00 | (25–21, 25–19, 25–13) |     |       | South Paris Arena, Paříž Diváci: 9 408 Rozhodčí: Epaminondas Gerothodoros, Ivaylo Ivanov Report: Report |

| 30. července 2024 09:00 | Itálie                | 3–0 | Egypt | South Paris Arena, Paříž Diváci: 9 415 Rozhodčí: Hamid Al-Rousi, Wojciech Maroszek Report: Report |
| 30. července 2024 09:00 | (25–15, 25–16, 25–20) |     |       | South Paris Arena, Paříž Diváci: 9 415 Rozhodčí: Hamid Al-Rousi, Wojciech Maroszek Report: Report |

| 31. července 2024 09:00 | Polsko                              | 3–2 | Brazílie | South Paris Arena, Paříž Diváci: 9 464 Rozhodčí: Stefano Cesare, Denny Cespedes Report: Report |
| 31. července 2024 09:00 | (22–25, 25–19, 19–25, 25–23, 15–12) |     |          | South Paris Arena, Paříž Diváci: 9 464 Rozhodčí: Stefano Cesare, Denny Cespedes Report: Report |

| 2. srpna 2024 13:00 | Brazílie              | 3–0 | Egypt | South Paris Arena, Paříž Diváci: 9 407 Rozhodčí: Scott Dziewirz, Wang Ziling Report: Report |
| 2. srpna 2024 13:00 | (25–11, 25–13, 25–16) |     |       | South Paris Arena, Paříž Diváci: 9 407 Rozhodčí: Scott Dziewirz, Wang Ziling Report: Report |

| 3. srpna 2024 17:00 | Polsko | 17:00 | Itálie | South Paris Arena, Paříž Report: Report |
| 3. srpna 2024 17:00 |        |       |        | South Paris Arena, Paříž Report: Report |

### Skupina C
Všechny časy jsou místní (UTC+2).
| Tým       | Z | V | P | B | S   | R     | M       | SR    | Výsledek    |
| --------- | - | - | - | - | --- | ----- | ------- | ----- | ----------- |
| Německo   | 3 | 2 | 1 | 6 | 8:5 | 1.600 | 287:264 | 1.087 | Čtvrtfinále |
| USA       | 2 | 2 | 0 | 5 | 6:2 | 3.000 | 177:154 | 1.149 | Čtvrtfinále |
| Japonsko  | 2 | 1 | 1 | 4 | 5:4 | 1.250 | 200:199 | 1.005 |             |
| Argentina | 3 | 0 | 3 | 0 | 1:9 | 0.111 | 196:243 | 0.807 |             |

| 27. července 2024 09:00 | Japonsko                            | 2–3 | Německo | South Paris Arena, Paříž Diváci: 9 897 Rozhodčí: Fabrice Collados, Denny Cespedes Report: Report |
| 27. července 2024 09:00 | (17–25, 25–23, 25–20, 28–30, 12–15) |     |         | South Paris Arena, Paříž Diváci: 9 897 Rozhodčí: Fabrice Collados, Denny Cespedes Report: Report |

| 27. července 2024 21:00 | USA                   | 3–0 | Argentina | South Paris Arena, Paříž Diváci: 9 464 Rozhodčí: Stefano Cesare, Wojciech Maroszek Report: Report |
| 27. července 2024 21:00 | (25–20, 25–19, 25–16) |     |           | South Paris Arena, Paříž Diváci: 9 464 Rozhodčí: Stefano Cesare, Wojciech Maroszek Report: Report |

| 30. července 2024 13:00 | USA                                 | 3–2 | Německo | South Paris Arena, Paříž Diváci: 9 275 Rozhodčí: Scott Dziewirz, Vladimir Simonović Report: Report |
| 30. července 2024 13:00 | (25–21, 25–17, 17–25, 20–25, 15–11) |     |         | South Paris Arena, Paříž Diváci: 9 275 Rozhodčí: Scott Dziewirz, Vladimir Simonović Report: Report |

| 31. července 2024 13:00 | Japonsko                     | 3–1 | Argentina | South Paris Arena, Paříž Diváci: 9 474 Rozhodčí: Wojciech Maroszek, Vladimir Simonović Report: Report |
| 31. července 2024 13:00 | (25–16, 25–22, 18–25, 25–23) |     |           | South Paris Arena, Paříž Diváci: 9 474 Rozhodčí: Wojciech Maroszek, Vladimir Simonović Report: Report |

| 2. srpna 2024 09:00 | Argentina             | 0:3 | Německo | South Paris Arena, Paříž Diváci: 9 455 Rozhodčí: Fabrice Collados, Hamid Al-Rousi Report: Report |
| 2. srpna 2024 09:00 | (13–25, 21–25, 21–25) |     |         | South Paris Arena, Paříž Diváci: 9 455 Rozhodčí: Fabrice Collados, Hamid Al-Rousi Report: Report |

| 2. srpna 2024 21:00 | Japonsko | 21:00 | USA | South Paris Arena, Paříž Rozhodčí: Ivaylo Ivanov, Juraj Mokrý Report: Report |
| 2. srpna 2024 21:00 |          |       |     | South Paris Arena, Paříž Rozhodčí: Ivaylo Ivanov, Juraj Mokrý Report: Report |

### Kombinovaná tabulka
| Tým       | Z | V | P | B | S   | R     | M       | SR    | Výsledek                    |
| --------- | - | - | - | - | --- | ----- | ------- | ----- | --------------------------- |
| Itálie    | 3 | 3 | 0 | 9 | 9:2 | 4.500 | 269:224 | 1.201 | První místo ve své skupině  |
| USA       | 3 | 3 | 0 | 8 | 9:3 | 3.000 | 270:232 | 1.164 | První místo ve své skupině  |
| Slovinsko | 3 | 3 | 0 | 8 | 9:3 | 3.000 | 282:252 | 1.119 | První místo ve své skupině  |
| Francie   | 3 | 2 | 1 | 6 | 8:5 | 1.600 | 290:260 | 1.115 | Druhé místo ve své skupině  |
| Německo   | 3 | 2 | 1 | 6 | 8:5 | 1.600 | 287:264 | 1.087 | Druhé místo ve své skupině  |
| Polsko    | 3 | 2 | 1 | 5 | 7:5 | 1.400 | 260:256 | 1.016 | Druhé místo ve své skupině  |
| Brazílie  | 3 | 1 | 2 | 4 | 6:6 | 1.000 | 273:241 | 1.133 | Třetí místo ve své skupině  |
| Japonsko  | 3 | 1 | 2 | 4 | 6:7 | 0.857 | 278:292 | 0.952 | Třetí místo ve své skupině  |
| Srbsko    | 3 | 1 | 2 | 3 | 5:8 | 0.625 | 256:293 | 0.874 | Třetí místo ve své skupině  |
| Kanada    | 3 | 0 | 3 | 1 | 3:9 | 0.333 | 254:277 | 0.917 | Čtvrté místo ve své skupině |
| Argentina | 3 | 0 | 3 | 0 | 1:9 | 0.111 | 196:243 | 0.807 | Čtvrté místo ve své skupině |
| Egypt     | 3 | 0 | 3 | 0 | 0:9 | 0.000 | 144:225 | 0.640 | Čtvrté místo ve své skupině |

## Vyřazovací fáze
Všechny časy jsou místní (UTC+2).

### Pavouk
|  | Čtvrtfinále           | Čtvrtfinále           |                        |     | Semifinále  | Semifinále  |  |  | Finále                | Finále |
|  |                       |                       |                        |     |             |             |  |  |                       |        |
|  | 5. srpna 2024 – Paříž |                       |                        |     |             |             |  |  |                       |        |
|  |                       |                       |                        |     |             |             |  |  |                       |        |
|  | Itálie                | 3                     |                        |     |             |             |  |  |                       |        |
|  | Itálie                | 3                     | 7. srpna 2024 – Paříž  |     |             |             |  |  |                       |        |
|  | Japonsko              | 2                     |                        |     |             |             |  |  |                       |        |
|  | Japonsko              | 2                     | Itálie                 | 0   |             |             |  |  |                       |        |
|  | 5. srpna 2024 – Paříž |                       | Itálie                 | 0   |             |             |  |  |                       |        |
|  |                       | Francie               | 3                      |     |             |             |  |  |                       |        |
|  | Francie               | Francie               | 3                      | 3   |             |             |  |  |                       |        |
|  | Francie               |                       | 10. srpna 2024 – Paříž | 3   |             |             |  |  |                       |        |
|  | Německo               | 2                     |                        |     |             |             |  |  |                       |        |
|  | Německo               | 2                     | Francie                | 3   |             |             |  |  |                       |        |
|  | 5. srpna 2024 – Paříž |                       | Francie                | 3   |             |             |  |  |                       |        |
|  |                       | Polsko                | 0                      |     |             |             |  |  |                       |        |
|  | Slovinsko             | Polsko                | 0                      | 1   |             |             |  |  |                       |        |
|  | Slovinsko             | 7. srpna 2024 – Paříž |                        | 1   |             |             |  |  |                       |        |
|  | Polsko                | 3                     |                        |     |             |             |  |  |                       |        |
|  | Polsko                | 3                     | Polsko                 | 3   | Třetí místo | Třetí místo |  |  |                       |        |
|  | 5. srpna 2024 – Paříž |                       | Polsko                 | 3   | Třetí místo | Třetí místo |  |  |                       |        |
|  |                       | USA                   | 2                      |     |             |             |  |  |                       |        |
|  | USA                   | USA                   | 2                      | 3   | Itálie      | 0           |  |  |                       |        |
|  | USA                   |                       |                        | 3   | Itálie      | 0           |  |  |                       |        |
|  | Brazílie              | 1                     |                        | USA | 3           |             |  |  |                       |        |
|  | Brazílie              | 1                     |                        |     | 3           |             |  |  |                       |        |
|  |                       |                       |                        |     |             |             |  |  | 9. srpna 2024 – Paříž |        |
|  |                       |                       |                        |     |             |             |  |  |                       |        |

### Čtvrtfinále
| 5. srpna 2024 09:00 | Slovinsko                    | 1:3 | Polsko | South Paris Arena, Paříž Diváci: 9 274 Rozhodčí: Scott Dziewirz, Stefano Cesare Report: Report |
| 5. srpna 2024 09:00 | (20:25, 26:24, 19:25, 20:25) |     |        | South Paris Arena, Paříž Diváci: 9 274 Rozhodčí: Scott Dziewirz, Stefano Cesare Report: Report |

| 5. srpna 2024 13:00 | Itálie                              | 3:2 | Japonsko | South Paris Arena, Paříž Diváci: 9 166 Rozhodčí: Ivaylo Ivanov, Wojciech Maroszek Report: Report |
| 5. srpna 2024 13:00 | (20:25, 23:25, 27:25, 26:24, 17:15) |     |          | South Paris Arena, Paříž Diváci: 9 166 Rozhodčí: Ivaylo Ivanov, Wojciech Maroszek Report: Report |

| 5. srpna 2024 17:00 | Francie                             | 3:2 | Německo | South Paris Arena, Paříž Diváci: 9 405 Rozhodčí: Juraj Mokrý, Denny Cespedes Report: Report |
| 5. srpna 2024 17:00 | (18:25, 26:28, 25:20, 25:21, 15:13) |     |         | South Paris Arena, Paříž Diváci: 9 405 Rozhodčí: Juraj Mokrý, Denny Cespedes Report: Report |

| 5. srpna 2024 21:00 | USA                          | 3:1 | Brazílie | South Paris Arena, Paříž Diváci: 9 346 Rozhodčí: Vladimir Simonović, Fabrice Collados Report: Report |
| 5. srpna 2024 21:00 | (26:24, 28:30, 25:19, 25:19) |     |          | South Paris Arena, Paříž Diváci: 9 346 Rozhodčí: Vladimir Simonović, Fabrice Collados Report: Report |

### Semifinále
| 7. srpna 2024 16:00 | Polsko                              | 3:2 | USA | South Paris Arena, Paříž Diváci: 9 333 Rozhodčí: Stefano Cesare, Fabrice Collados Report: Report |
| 7. srpna 2024 16:00 | (25:23, 25:27, 14:25, 25:23, 15:13) |     |     | South Paris Arena, Paříž Diváci: 9 333 Rozhodčí: Stefano Cesare, Fabrice Collados Report: Report |

| 7. srpna 2024 20:00 | Itálie                | 0:3 | FRA | South Paris Arena, Paříž Diváci: 9 547 Rozhodčí: Denny Cespedes, Ivaylo Ivanov Report: Report |
| 7. srpna 2024 20:00 | (20:25, 21:25, 21:25) |     |     | South Paris Arena, Paříž Diváci: 9 547 Rozhodčí: Denny Cespedes, Ivaylo Ivanov Report: Report |

### O 3. místo
| 9. srpna 2024 16:00 | Itálie                | 0:3 | USA | South Paris Arena, Paříž Diváci: 9 376 Rozhodčí: Ivaylo Ivanov, Epaminondas Gerothodoros Report: Report |
| 9. srpna 2024 16:00 | (23:25, 28:30, 24:26) |     |     | South Paris Arena, Paříž Diváci: 9 376 Rozhodčí: Ivaylo Ivanov, Epaminondas Gerothodoros Report: Report |

### Finále
| 10. srpna 2024 13:00 | Francie |  | Polsko | South Paris Arena, Paříž Report: Report |
| 10. srpna 2024 13:00 |         |  |        | South Paris Arena, Paříž Report: Report |

## Konečné pořadí
| Poř.                        | tým        |
| --------------------------- | ---------- |
| Zlatá olympijská medaile    | 🇫🇷 Francie |
| Stříbrná olympijská medaile | 🇲🇨 Polsko  |
| Bronzová olympijská medaile | USA        |
| 4.                          | Itálie     |
| 5.                          | Slovinsko  |
| 6.                          | Německo    |
| 7.                          | Japonsko   |
| 8.                          | Brazílie   |
| 9.                          | Srbsko     |
| 10.                         | Kanada     |
| 11.                         | Argentina  |
| 12.                         | Egypt      |